# Prusków
Prusków (dodatkowa nazwa w j. niem. Pruskau) – wieś w Polsce położona w województwie opolskim, w powiecie oleskim, w gminie Zębowice.
W latach 1975–1998 miejscowość administracyjnie należała do ówczesnego województwa opolskiego.

## Nazwa
Polską nazwę Prusków oraz niemiecką Pruskau w książce "Krótki rys jeografii Szląska dla nauki początkowej" wydanej w Głogówku w 1847 wymienił śląski pisarz Józef Lompa.
W alfabetycznym spisie miejscowości z terenu Śląska wydanym w 1830 roku we Wrocławiu przez Johanna Knie miejscowość występuje pod obecnie używaną polską nazwą Prusków oraz zgermanizowaną Pruskau. W 1936 roku hitlerowska administracja III Rzeszy, chcąc zatrzeć polskie pochodzenie nazwy wsi, przemianowały ją ze zgermanizowanej na nową, całkowicie niemiecką nazwę Preußenau

## Historia
W 1910 roku w miejscowości mieszkało 286 mieszkańców z czego 280 deklarowało język polski, 2 polski i niemiecki, a 4 niemiecki. W wyborach komunalnych jakie odbyły się w listopadzie 1919 roku nie wystawiono polskiej listy. Podczas plebiscytu na Śląsku swoje głosy oddało 175 osób w tym 19 emigrantów. Za Polską głosowało w nim 80 wotantów, a za Niemcami 93. Miejscowość objęły walki w czasie powstań śląskich. 5 maja 1920 roku została zajęta w III powstaniu przez miejscowy oddział Polskiej Organizacji Wojskowej Górnego Śląska, którzy bronili się we wsi. Kilkukrotnie przechodziła ona z rąk do rąk ostatecznie zdobyta przez Niemców.

### Galeria

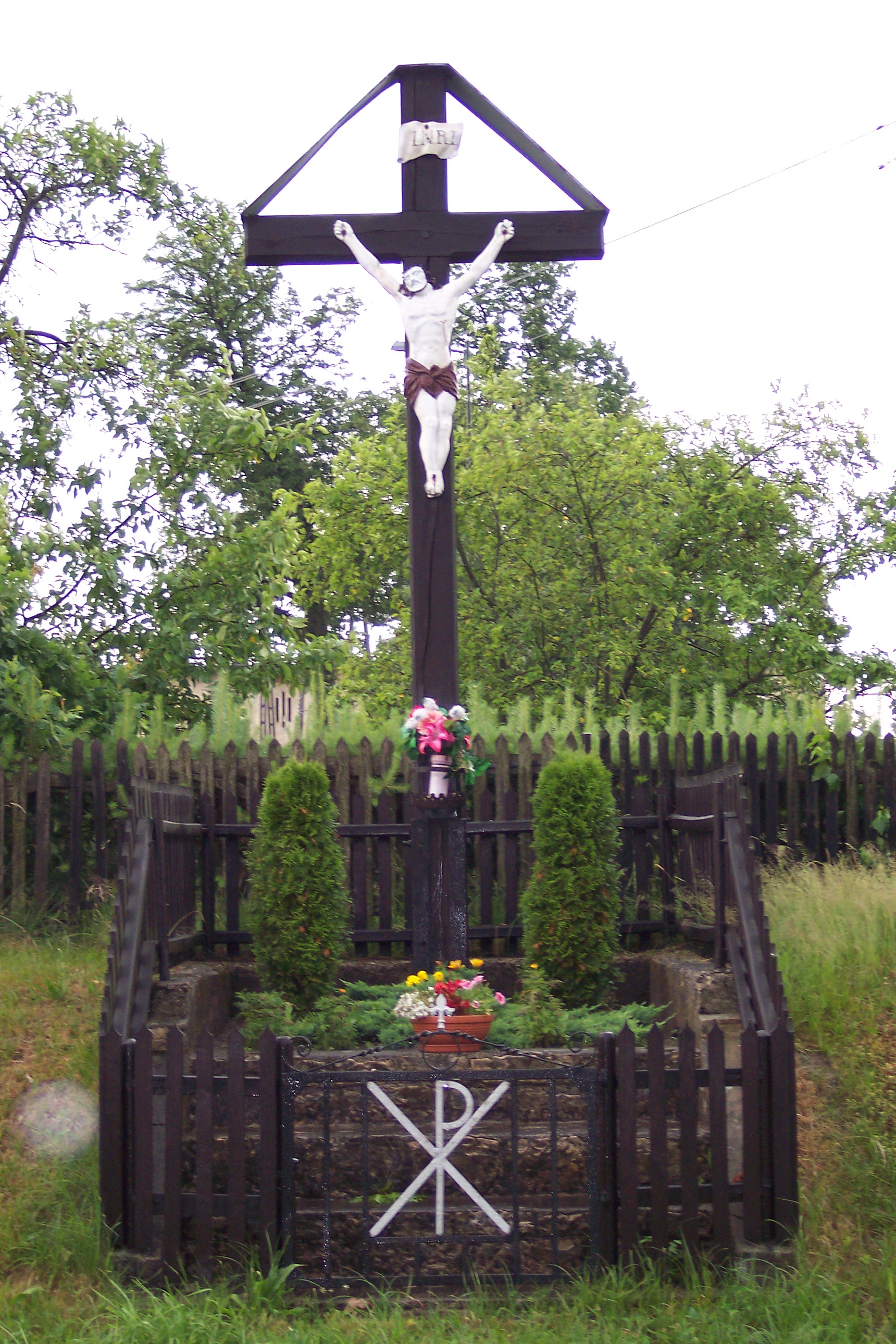
Krzyż przydrożny